# غاستون غلاس
غاستون غلاس (بالفرنسية: Gaston Glass)‏ هو ممثل فرنسي، ولد في 31 ديسمبر 1899 في الدائرة الثامنة عشرة في باريس في فرنسا، وتوفي في 11 نوفمبر 1965 في سانتا مونيكا في الولايات المتحدة.

## وصلات خارجية
- غاستون غلاس على موقع IMDb (الإنجليزية)
- غاستون غلاس على موقع ألو سيني (الفرنسية)
- غاستون غلاس على موقع أول موفي (الإنجليزية)
- غاستون غلاس على موقع قاعدة بيانات برودواي على الإنترنت (الإنجليزية)
- غاستون غلاس على موقع قاعدة بيانات الأفلام السويدية (السويدية)
- غاستون غلاس على موقع قاعدة بيانات الفيلم (الإنجليزية)
- غاستون غلاس على موقع كينوبويسك (الروسية)